# Тарказинська сільська рада
Таркази́нський сільська рада (рос. Тарказинский сельский совет) — муніципальне утворення у складі Єрмекеєвського району Башкортостану, Росія. Адміністративний центр — село Таркази.

## Населення
Населення — 1113 осіб (2019, 1324 в 2010, 1530 в 2002).

## Склад
До складу поселення входять такі населені пункти:
| Населений пункт  | Населення, осіб (2002) | Населення, осіб (2010) |
| ---------------- | ---------------------- | ---------------------- |
| Атамкуль, село   | 137                    | 104                    |
| Ік, присілок     | 55                     | 31                     |
| Ісламбахти, село | 516                    | 446                    |
| Таркази, село    | 788                    | 731                    |
| Чулпан, присілок | 34                     | 12                     |